# USS Holland (AS-3)
Pour les autres navires du même nom, voir USS Holland.
Le USS Holland (AS-3) était un ravitailleur de sous-marins qui a servi au sein de l'United States Navy avant et durant la Seconde Guerre mondiale. Il a été lancé par le Puget Sound Naval Shipyard and Intermediate Maintenance Facility de Bremerton dans l'État de Washington le 12 avril 1926 et était commandité par Elizabeth Saunders Chase, la fille de l'amiral Jehu V. Chase (en). Il a été mis en service le 1er juin 1926 et son premier commandant fut le commodore John B. Earle. Il a reçu deux service stars et une Navy Unit Commendation au cours de la Seconde Guerre mondiale.

## Honneurs
- Navy Unit Commendation
- American Defense Service Medal avec la barrette « FLEET »
- Asiatic-Pacific Campaign Medal avec deux service stars
- World War II Victory Medal
- Navy Occupation Service Medal